# いつか街で会ったなら
「いつか街で会ったなら」（いつかまちであったなら）は1975年5月1日に日本コロムビアからリリースされた中村雅俊の曲で3枚目のシングル。

## 概要
1975年の日本テレビ系ドラマ『俺たちの勲章』の挿入歌に使われた。
中村がニューミュージック寄りのイメージがついたのは本曲での吉田の楽曲提供がきっかけだった。「拓郎は憧れ以上の存在だった」と中村は話している。
オリコンチャートの登場週数は25週、チャート最高順位は週間6位、累計42.3万枚のセールスを記録した。

## 収録曲
全作曲：吉田拓郎、編曲：チト河内

### A面
1. いつか街で会ったなら（2分53秒）
  - 作詞：喜多条忠

### B面
1. さすらい時代（3分32秒）
  - 作詞：山川啓介

## 鈴木雅之のカバー
「いつか街で会ったなら」（いつかまちであったなら）は、2017年1月18日より配信がスタートした鈴木雅之の配信限定カバーシングル。
服部隆之が編曲・プロデュースを手掛けた楽曲で、鈴木のカバー・アルバム『DISCOVER JAPAN III 〜the voice with manners〜』に収録されている。日本テレビ「ぶらり途中下車の旅」のエンディングテーマに使用されていた。

## その他のカバー
- 1975年、研ナオコがアルバム『愚図』でカバー。
- 1977年、作曲者の吉田拓郎がアルバム『ぷらいべえと』でセルフカバー。
- 1979年、日本テレビ音楽設立10周年を記念して作られた非売品LP『NTVM AFTER 10 YEARS』の1曲としてイギリスのシンガー・ソングライター・デュオ、スプリンターがカバー（訳詞は奈良橋陽子）